# Nicotinamide
Nicotinamide, ook bekend als niacinamide, is het amide van nicotinezuur (vitamine B3). Het is een biologisch belangrijke stof als component van het co-enzym NAD, dat een rol speelt bij stofwisselingsprocessen. Het komt voor in volkoren graanproducten, vlees, vis,  noten, zaden, groente en aardappelen.
Nicotinamide wordt als geneesmiddel gebruikt tegen haartong en pellagra, huidziekten die veroorzaakt worden door een tekort aan nicotinezuur of nicotinamide (in de verouderde naam vitamine PP staat PP voor Pellagra preventing). Niacinamide zorgt voor de aanmaak van zogenaamde ceramiden en vrije vetzuren. Deze natuurlijke huidvetten versterken de barrièrefunctie. Hierdoor verliest de huid minder vocht en is beter bestand tegen invloeden van buitenaf. Het wordt ook als voedingsadditief toegediend, vooral in diervoeder; veel dieren kunnen onvoldoende nicotinamide aanmaken. Het is ook in een aantal cosmetische producten aanwezig, alsmede in sommige vitaminepreperaten. In de energy drink Red Bull en in een aantal andere soorten energy drinks (energiedrankjes), is niacinamide toegevoegd, alsmede enkele andere B-vitaminen.
De stof is opgenomen in de lijst van essentiële geneesmiddelen van de WHO.
Het laatste decennium staat de stof nicotinamide mononucleotide (NMN) sterk in de belangstelling als middel tegen veroudering. Het is een verbinding van nicotinamide en ribose.